# Goran Marković
Goran Marković (Split) je hrvatski kazališni, televizijski i filmski glumac.

## Filmografija

### Televizijske uloge
- "Šutnja" kao Saša (2021. – 2023.)
- "Područje bez signala" kao Gigo (2021.)
- "Novine" kao Andrej Marinković (2016. – 2020.)
- "Emanuel Vidović" kao mladi Emanuel Vidović (2015.)
- "Larin izbor" kao učitelj Boban / Filipov otac (2011.)
- "Loza" kao Vinkić Radovani (2011. – 2012.)

### Filmske uloge
- "Sigurno mjesto" kao Damir (2022.)
- "Zora" kao plesač (2020.)
- "Tereza37" kao Vedran (2020.)
- "Aleksi" kao Goran (2018.)
- "Lieber Augustin" kao njemački vojnik #2 (2018.)
- "Osmi povjerenik" kao otac (2018.)
- "Zvizdan" kao Ivan/Ante/Luka (2015.)
- "Priča o Mari iz Velog Varoša" (kratki film) kao trener (2013.)
- "Mrak" kao Frane (2011.)
- "Vjerujem u anđele" kao Miro (2009.)

## Aktivizam
Potpisnik je Deklaracije o zajedničkom jeziku, u kojoj se tvrdi da se u Hrvatskoj, Bosni i Hercegovini, Srbiji i Crnoj Gori govore nacionalne standardne varijante zajedničkog policentričnog standardnog jezika.

## Vanjske poveznice
- Goran Marković u internetskoj bazi filmova IMDb-u (engl.)